# レフスキ (プレヴェン州)
座標: 北緯43度22分 東経25度08分 / 北緯43.367度 東経25.133度

レフスキ
Левски

レフスキ ブルガリア内のレフスキの位置

レフスキ（ブルガリア語: Лѐвски / Levski）はブルガリア北部の町、およびそれを中心とした基礎自治体。プレヴェン州に属する。オスム川（Осъм / Osam）の渓谷にある。ブルガリア解放運動の英雄ヴァシル・レフスキの名をとってレフスキと名づけら、1897年にオスマン帝国の支配から解放されるまでは、トルコ語でカラアーチ（Karaağaç、黒いニレ）と呼ばれていた。1945年、第二次世界大戦後で初めて村から町に昇格した。

## 町村
レフスキ基礎自治体（Община Левски）にはその中心であるレフスキをはじめとする、以下の町村（集落）が存在している。
| - Левски - Обнова - Асеновци - Малчика - Градище - Българене - Козар Белене | - Трънчовица - Аспарухово - Стежерово - Изгрев - Божурлук - Варана |